# Jean-Robens Jérôme
Jean-Robens Jérôme (Source Matelas, 23 luglio 1983) è un ex calciatore haitiano, di ruolo centrocampista.

## Caratteristiche tecniche
È un trequartista.

## Carriera

### Club
Comincia a giocare al Pittsburgh Riverhounds. Nel 2007 si trasferisce al Tiligul. Nel 2008 viene prestato al Pittsburgh Riverhounds. Nel 2008 torna al Tiligul. Nel 2009 passa all'Olimpia Bălţî. Nel 2012 viene acquistato dal Dinamo-Auto, in cui milita fino al 2013.

### Nazionale
Ha debuttato in Nazionale il 23 maggio 2009, nell'amichevole Giamaica-Haiti (2-2), in cui ha messo a segno la rete del momentaneo 1-1. Ha partecipato, con la maglia della Nazionale, alla Gold Cup 2009. Ha collezionato in totale, con la maglia della Nazionale, 4 presenze e una rete.

## Statistiche

### Cronologia presenze e reti in Nazionale
| Cronologia completa delle presenze e delle reti in nazionale ― Haiti | Cronologia completa delle presenze e delle reti in nazionale ― Haiti | Cronologia completa delle presenze e delle reti in nazionale ― Haiti | Cronologia completa delle presenze e delle reti in nazionale ― Haiti | Cronologia completa delle presenze e delle reti in nazionale ― Haiti | Cronologia completa delle presenze e delle reti in nazionale ― Haiti | Cronologia completa delle presenze e delle reti in nazionale ― Haiti | Cronologia completa delle presenze e delle reti in nazionale ― Haiti |
| Data                                                                 | Città                                                                | In casa                                                              | Risultato                                                            | Ospiti                                                               | Competizione                                                         | Reti                                                                 | Note                                                                 |
| -------------------------------------------------------------------- | -------------------------------------------------------------------- | -------------------------------------------------------------------- | -------------------------------------------------------------------- | -------------------------------------------------------------------- | -------------------------------------------------------------------- | -------------------------------------------------------------------- | -------------------------------------------------------------------- |
| 23-5-2009                                                            | Fort Lauderdale                                                      | Giamaica                                                             | 2 – 2                                                                | Haiti                                                                | Amichevole                                                           | 1                                                                    | 24’                                                                  |
| 19-6-2009                                                            | Port-au-Prince                                                       | Haiti                                                                | 1 – 1                                                                | Panama                                                               | Amichevole                                                           | -                                                                    | 70’                                                                  |
| 23-6-2009                                                            | Saint-Marc                                                           | Haiti                                                                | 0 – 0                                                                | Martinica                                                            | Amichevole                                                           | -                                                                    |                                                                      |
| 27-6-2009                                                            | Montréal                                                             | Haiti                                                                | 1 – 2                                                                | Siria                                                                | Amichevole                                                           | -                                                                    | 65’                                                                  |
| Totale                                                               |                                                                      | Presenze                                                             | 4                                                                    |                                                                      | Reti                                                                 | 1                                                                    |                                                                      |